# Amblyoponinae
Amblyoponinae is een onderfamilie van de familie mieren.

## Geslachten
(Indicatie van aantallen soorten per geslacht tussen haakjes)
- Adetomyrma Ward, 1994 (9)
- Amblyopone  (8)
- Apomyrma  (1)
- Bannapone  (1)
- Concoctio  (1)
- Condylodon  (1)
- Myopopone  (1)
- Mystrium  (10)
- Onychomyrmex  (3)
- Opamyrma  (1)
- Prionopelta  (15)
- Stigmatomma Roger, 1859 (64)
- Xymmer  (1)